# Seleção Peruana de Voleibol Masculino
A seleção peruana de voleibol masculino é uma equipe sul-americana composta pelos melhores jogadores de voleibol do Peru. A equipe é mantida pela Federação Peruana de Voleibol (em castelhano:  Federación Peruana de Voleibol, FPV). Encontra-se na 74ª posição do ranking mundial da FIVB segundo dados de [30 de agosto de 2023.

## Principais resultados obtidos

### Jogos Olímpicos
A seleção peruana nunca participou dos Jogos Olímpicos.

### Campeonato Mundial
| Ano  | Sede   | Classificação |
| ---- | ------ | ------------- |
| 1960 | Brasil | 14º           |

### Copa do Mundo
A seleção peruana nunca participou da Copa do Mundo.

### Liga Mundial
A seleção peruana nunca participou da Liga Mundial.

### Liga das Nações
A seleção peruana nunca participou da Liga das Nações.

### Copa dos Campeões
A seleção peruana nunca participou da Copa dos Campeões.

### Challenger Cup
A seleção peruana nunca participou da Challenger Cup.

### Campeonato Sul-Americano
| Ano  | Sede            | Classificação |
| ---- | --------------- | ------------- |
| 1951 | Rio de Janeiro  | 3º            |
| 1956 | Montevidéu      | 4º            |
| 1961 | Lima            | 4º            |
| 1962 | Santiago        | 7º            |
| 1971 | Montevidéu      | 6º            |
| 1977 | Lima            | 4º            |
| 1979 | Rosário         | 6º            |
| 1985 | Caracas         | 6º            |
| 1987 | Montevidéu      | 7º            |
| 1989 | Curitiba        | 4º            |
| 1991 | São Paulo       | 4º            |
| 1995 | Porto Alegre    | 6º            |
| 1997 | Caracas         | 4º            |
| 1999 | Córdoba         | 8º            |
| 2007 | Santiago        | 8º            |
| 2009 | Bogotá          | 6º            |
| 2015 | Maceió          | 7º            |
| 2017 | Santiago–Temuco | 7º            |
| 2019 | Santiago–Temuco | 5º            |
| 2021 | Brasília        | 5º            |
| 2023 | Recife          | 5º            |

### Copa Pan-Americana
| Ano  | Sede        | Classificação |
| ---- | ----------- | ------------- |
| 2018 | Córdoba     | 12º           |
| 2019 | Colima      | 8º            |
| 2023 | Guadalajara | 7º            |

### Copa América
A seleção peruana nunca participou da Copa América.

### Jogos Pan-Americanos
| Ano  | Sede | Classificação |
| ---- | ---- | ------------- |
| 2019 | Lima | 8º            |

## Equipe atual
Última convocação realizada para a disputa do Campeonato Sul-Americano de 2021:

Técnico:  Juan Carlos Gala Rodríguez
| Camisa | Nome                          | Posição    | Altura(m) | Peso(kg) | Clube atual                     |
| ------ | ----------------------------- | ---------- | --------- | -------- | ------------------------------- |
| 1      | Daniel Urueña                 | central    | 2,02      | 93       | Volley Schönenwerd              |
| 2      | Paul Williams                 | levantador | 1,82      | 72       | Club Vamos Peerless             |
| 3      | Martín Flores                 | líbero     | 1,77      | 74       | Club Vamos Peerless             |
| 4      | Benjamín Patrón               | central    | 1,95      | 90       | Club Vamos Peerless             |
| 6      | Jose Vargas                   | ponteiro   | 1,88      | 86       | Club Vamos Peerless             |
| 7      | Eduardo Romay                 | oposto     | 2,00      | 97       | Rest Property Alanya Belediyesi |
| 10     | Ricardo Silva-Santisteban     | levantador | 1,83      | 79       | Regatas Lima                    |
| 11     | Jonathan Nakamatsu            | líbero     | 1,70      | 60       | Regatas Lima                    |
| 12     | Daniel Porras                 | ponteiro   | 1,87      | 72       | Regatas Lima                    |
| 13     | Benny Bernaola                | central    | 1,97      | 90       | Extremadura Cáceres PH          |
| 14     | Álvaro Hidalgo                | ponteiro   | 1,82      | 78       | Extremadura Cáceres PH          |
| 18     | Francis Mendoza               | oposto     | 1,90      | 101      | Junior Callao                   |
| 23     | Marco Sebastián Calvera Gómez | ponteiro   | 1,87      | 72       | Club Vamos Peerless             |